# Llista de medallistes olímpics de natació (dones)
Aquesta és una llista dels medallistes olímpics de natació en categoria femenina:

## Medallistes

### Programa actual

#### 50 m. lliures
| Prova                  | Or                  | Plata                    | Bronze                   |
| 1988 Seül detalls      | Kristin Otto        | Yang Wenyi               | Katrin Meißner           |
| 1988 Seül detalls      | Kristin Otto        | Yang Wenyi               | Jill Sterkel             |
| 1992 Barcelona detalls | Yang Wenyi          | Zhuang Yong              | Angel Martino            |
| 1996 Atlanta detalls   | Amy Van Dyken       | Le Jingyi                | Sandra Völker            |
| 2000 Sydney detalls    | Inge de Bruijn      | Therese Alshammar        | Dara Torres              |
| 2004 Atenes detalls    | Inge de Bruijn      | Malia Metella            | Libby Lenton             |
| 2008 Pequín detalls    | Britta Steffen      | Dara Torres              | Cate Campbell            |
| 2012 Londres detalls   | Ranomi Kromowidjojo | Aliaksandra Herassimènia | Marleen Veldhuis         |
| 2016 Rio detalls       | Pernille Blume      | Simone Manuel            | Aliaksandra Herassimènia |
| 2020 Tòquio detalls    | Emma McKeon         | Sarah Sjöström           | Pernille Blume           |
| 2024 París detalls     | Sarah Sjöström      | Meg Harris               | Zhang Yufei              |

#### 100 m. lliures
| Prova                        | Or                  | Plata                    | Bronze                |
| 1912 Estocolm detalls        | Fanny Durack        | Wilhelmina Wylie         | Jennie Fletcher       |
| 1920 Anvers detalls          | Ethelda Bleibtrey   | Irene Guest              | Frances Schroth       |
| 1924 París detalls           | Ethel Lackie        | Mariechen Wehselau       | Gertrude Ederle       |
| 1928 Amsterdam detalls       | Albina Osipowich    | Eleanor Garatti          | Joyce Cooper          |
| 1932 Los Angeles detalls     | Helene Madison      | Willy den Ouden          | Eleanor Saville       |
| 1936 Berlín detalls          | Rie Mastenbroek     | Jeanette Campbell        | Gisela Arendt         |
| 1948 Londres detalls         | Greta Andersen      | Ann Curtis               | Marie Linssen         |
| 1952 Hèlsinki detalls        | Katalin Szőke       | Hannie Termeulen         | Judit Temes           |
| 1956 Melbourne detalls       | Dawn Fraser         | Lorraine Crapp           | Faith Leech           |
| 1960 Roma detalls            | Dawn Fraser         | Chris von Saltza         | Natalie Steward       |
| 1964 Tòquio detalls          | Dawn Fraser         | Sharon Stouder           | Kathleen Ellis        |
| 1968 Ciutat de Mèxic detalls | Jan Henne           | Susan Pedersen           | Linda Gustavson       |
| 1972 Múnic detalls           | Sandra Neilson      | Shirley Babashoff        | Shane Gould           |
| 1976 Mont-real detalls       | Kornelia Ender      | Petra Priemer            | Enith Brigitha        |
| 1980 Moscou detalls          | Barbara Krause      | Caren Metschuck          | Ines Diers            |
| 1984 Los Angeles detalls     | Nancy Hogshead      | No es concedí            | Annemarie Verstappen  |
| 1984 Los Angeles detalls     | Carrie Steinseifer  | No es concedí            | Annemarie Verstappen  |
| 1988 Seül detalls            | Kristin Otto        | Zhuang Yong              | Catherine Plewinski   |
| 1992 Barcelona detalls       | Zhuang Yong         | Jenny Thompson           | Franziska van Almsick |
| 1996 Atlanta detalls         | Le Jingyi           | Sandra Völker            | Angel Martino         |
| 2000 Sydney detalls          | Inge de Bruijn      | Therese Alshammar        | Jenny Thompson        |
| 2000 Sydney detalls          | Inge de Bruijn      | Therese Alshammar        | Dara Torres           |
| 2004 Atenes detalls          | Jodie Henry         | Inge de Bruijn           | Natalie Coughlin      |
| 2008 Pequín detalls          | Britta Steffen      | Lisbeth Trickett         | Natalie Coughlin      |
| 2012 Londres detalls         | Ranomi Kromowidjojo | Aliaksandra Herassimènia | Tang Yi               |
| 2016 Rio detalls             | Simone Manuel       | No es concedí            | Sarah Sjöström        |
| 2016 Rio detalls             | Penny Oleksiak      | No es concedí            | Sarah Sjöström        |
| 2020 Tòquio detalls          | Emma McKeon         | Siobhán Haughey          | Cate Campbell         |
| 2024 París detalls           | Sarah Sjöström      | Torri Huske              | Siobhán Haughey       |

#### 200 m. lliures
| Prova                        | Or                  | Plata                 | Bronze            |
| 1968 Ciutat de Mèxic detalls | Debbie Meyer        | Jan Henne             | Jane Barkman      |
| 1972 Múnic detalls           | Shane Gould         | Shirley Babashoff     | Keena Rothhammer  |
| 1976 Mont-real detalls       | Kornelia Ender      | Shirley Babashoff     | Enith Brigitha    |
| 1980 Moscou detalls          | Barbara Krause      | Ines Diers            | Carmela Schmidt   |
| 1984 Los Angeles detalls     | Mary Wayte          | Cynthia Woodhead      | A. Verstappen     |
| 1988 Seül detalls            | Heike Friedrich     | Silvia Poll           | Manuela Stellmach |
| 1992 Barcelona detalls       | Nicole Haislett     | Franziska van Almsick | Kerstin Kielgass  |
| 1996 Atlanta detalls         | Claudia Poll        | Franziska van Almsick | Dagmar Hase       |
| 2000 Sydney detalls          | Susie O'Neill       | Martina Moravcová     | Claudia Poll      |
| 2004 Atenes detalls          | Camelia Potec       | Federica Pellegrini   | Solenne Figuès    |
| 2008 Pequín detalls          | Federica Pellegrini | Sara Isakovič         | Pang Jiaying      |
| 2012 Londres detalls         | Allison Schmitt     | Camille Muffat        | Bronte Barratt    |
| 2016 Rio detalls             | Katie Ledecky       | Sarah Sjöström        | Emma McKeon       |
| 2020 Tòquio detalls          | Ariarne Titmus      | Siobhán Haughey       | Penny Oleksiak    |
| 2024 París detalls           | Mollie O'Callaghan  | Ariarne Titmus        | Siobhán Haughey   |

#### 400 m. lliures
| Prova                        | Or                | Plata               | Bronze            |
| 1924 París detalls           | Martha Norelius   | Helen Wainwright    | Gertrude Ederle   |
| 1928 Amsterdam detalls       | Martha Norelius   | Maria Johanna Braun | Josephine McKim   |
| 1932 Los Angeles detalls     | Helene Madison    | Lenore Kight        | Jenny Maakal      |
| 1936 Berlín detalls          | Rie Mastenbroek   | Ragnhild Hveger     | Lenore Kight      |
| 1948 Londres detalls         | Ann Curtis        | Karen Harup         | Catherine Gibson  |
| 1952 Hèlsinki detalls        | Valéria Gyenge    | Éva Novák           | Evelyn Kawamoto   |
| 1956 Melbourne detalls       | Lorraine Crapp    | Dawn Fraser         | Sylvia Ruuska     |
| 1960 Roma detalls            | Chris von Saltza  | Jane Cederqvist     | Tineke Lagerberg  |
| 1964 Tòquio detalls          | Virginia Duenkel  | Marilyn Ramenofsky  | Terri Stickles    |
| 1968 Ciutat de Mèxic detalls | Debbie Meyer      | Linda Gustavson     | Karen Moras       |
| 1972 Múnic detalls           | Shane Gould       | Novella Calligaris  | Gudrun Wegner     |
| 1976 Mont-real detalls       | Petra Thümer      | Shirley Babashoff   | Shannon Smith     |
| 1980 Moscou detalls          | Ines Diers        | Petra Schneider     | Carmela Schmidt   |
| 1984 Los Angeles detalls     | Tiffany Cohen     | Sarah Hardcastle    | June Croft        |
| 1988 Seül detalls            | Janet Evans       | Heike Friedrich     | Anke Möhring      |
| 1992 Barcelona detalls       | Dagmar Hase       | Janet Evans         | Hayley Lewis      |
| 1996 Atlanta detalls         | Michelle Smith    | Dagmar Hase         | Kirsten Vlieghuis |
| 2000 Sydney detalls          | Brooke Bennett    | Diana Munz          | Claudia Poll      |
| 2004 Atenes detalls          | Laure Manaudou    | Otylia Jędrzejczak  | Kaitlin Sandeno   |
| 2008 Pequín detalls          | Rebecca Adlington | Katie Hoff          | Joanne Jackson    |
| 2012 Londres detalls         | Camille Muffat    | Allison Schmitt     | Rebecca Adlington |
| 2016 Rio detalls             | Katie Ledecky     | Jazmin Carlin       | Leah Smith        |
| 2020 Tòquio detalls          | Ariarne Titmus    | Katie Ledecky       | Li Bingjie        |
| 2024 París detalls           | Ariarne Titmus    | Summer McIntosh     | Katie Ledecky     |

#### 800 m. lliures
| Prova                        | Or                | Plata              | Bronze               |
| 1968 Ciutat de Mèxic detalls | Debbie Meyer      | Pam Kruse          | María Teresa Ramírez |
| 1972 Múnic detalls           | Keena Rothhammer  | Shane Gould        | Novella Calligaris   |
| 1976 Mont-real detalls       | Petra Thümer      | Shirley Babashoff  | Wendy Weinberg       |
| 1980 Moscou detalls          | Michelle Ford     | Ines Diers         | Heike Dähne          |
| 1984 Los Angeles detalls     | Tiffany Cohen     | Michele Richardson | Sarah Hardcastle     |
| 1988 Seül detalls            | Janet Evans       | Astrid Strauß      | Julie McDonald       |
| 1992 Barcelona detalls       | Janet Evans       | Hayley Lewis       | Jana Henke           |
| 1996 Atlanta detalls         | Brooke Bennett    | Dagmar Hase        | Kirsten Vlieghuis    |
| 2000 Sydney detalls          | Brooke Bennett    | Yana Klochkova     | Kaitlin Sandeno      |
| 2004 Atenes detalls          | Ai Shibata        | Laure Manaudou     | Diana Munz           |
| 2008 Pequín detalls          | Rebecca Adlington | Alessia Filippi    | Lotte Friis          |
| 2012 Londres detalls         | Katie Ledecky     | Mireia Belmonte    | Rebecca Adlington    |
| 2016 Rio detalls             | Katie Ledecky     | Jazmin Carlin      | Boglárka Kapás       |
| 2020 Tòquio detalls          | Katie Ledecky     | Ariarne Titmus     | Simona Quadarella    |
| 2024 París detalls           | Katie Ledecky     | Ariarne Titmus     | Paige Madden         |

#### 1.500 m. lliures
| Prova               | Or            | Plata                    | Bronze       |
| 2020 Tòquio detalls | Katie Ledecky | Erica Sullivan           | Sarah Köhler |
| 2024 París detalls  | Katie Ledecky | Anastasiya Kirpichnikova | Isabel Gose  |

#### 100 m. esquena
| Prova                        | Or                  | Plata               | Bronze             |
| 1924 París detalls           | Sybil Bauer         | Phyllis Harding     | Aileen Riggin      |
| 1928 Amsterdam detalls       | Maria Johanna Braun | Ellen King          | Joyce Cooper       |
| 1932 Los Angeles detalls     | Eleanor Holm        | Bonnie Mealing      | Valerie Davies     |
| 1936 Berlín detalls          | Nida Senff          | Rie Mastenbroek     | Alice Bridges      |
| 1948 Londres detalls         | Karen Harup         | Suzanne Zimmerman   | Judy-Joy Davies    |
| 1952 Hèlsinki detalls        | Joan Harrison       | Geertje Wielema     | Jean Stewart       |
| 1956 Melbourne detalls       | Judy Grinham        | Carin Cone          | Margaret Edwards   |
| 1960 Roma detalls            | Lynn Burke          | Natalie Steward     | Satoko Tanaka      |
| 1964 Tòquio detalls          | Cathy Ferguson      | Christine Caron     | Virginia Duenkel   |
| 1968 Ciutat de Mèxic detalls | Kaye Hall           | Elaine Tanner       | Jane Swagerty      |
| 1972 Múnic detalls           | Melissa Belote      | Andrea Gyarmati     | Susie Atwood       |
| 1976 Mont-real detalls       | Ulrike Richter      | Birgit Treiber      | Nancy Garapick     |
| 1980 Moscou detalls          | Rica Reinisch       | Ina Kleber          | Petra Riedel       |
| 1984 Los Angeles detalls     | Theresa Andrews     | Betsy Mitchell      | Jolanda de Rover   |
| 1988 Seül detalls            | Kristin Otto        | Krisztina Egerszegi | Cornelia Sirch     |
| 1992 Barcelona detalls       | Krisztina Egerszegi | Tünde Szabó         | Lea Loveless       |
| 1996 Atlanta detalls         | Beth Botsford       | Whitney Hedgepeth   | Marianne Kriel     |
| 2000 Sydney detalls          | Diana Mocanu        | Mai Nakamura        | Nina Zhivanevskaya |
| 2004 Atenes detalls          | Natalie Coughlin    | Kirsty Coventry     | Laure Manaudou     |
| 2008 Pequín detalls          | Natalie Coughlin    | Kirsty Coventry     | Margaret Hoelzer   |
| 2012 Londres detalls         | Missy Franklin      | Emily Seebohm       | Aya Terakawa       |
| 2016 Rio detalls             | Katinka Hosszú      | Kathleen Baker      | Kylie Masse        |
| 2016 Rio detalls             | Katinka Hosszú      | Kathleen Baker      | Kylie Masse        |
| 2020 Tòquio detalls          | Kaylee McKeown      | Kylie Masse         | Regan Smith        |
| 2024 París detalls           | Kaylee McKeown      | Regan Smith         | Katharine Berkoff  |

#### 200 m. esquena
| Prova                        | Or                  | Plata               | Bronze             |
| 1968 Ciutat de Mèxic detalls | Lillian Watson      | Elaine Tanner       | Kaye Hall          |
| 1972 Múnic detalls           | Melissa Belote      | Susie Atwood        | Donna Gurr         |
| 1976 Mont-real detalls       | Ulrike Richter      | Birgit Treiber      | Nancy Garapick     |
| 1980 Moscou detalls          | Rica Reinisch       | Cornelia Polit      | Birgit Treiber     |
| 1984 Los Angeles detalls     | Jolanda de Rover    | Amy White           | Aneta Patrascoiu   |
| 1988 Seül detalls            | Krisztina Egerszegi | Katrin Zimmermann   | Cornelia Sirch     |
| 1992 Barcelona detalls       | Krisztina Egerszegi | Dagmar Hase         | Nicole Stevenson   |
| 1996 Atlanta detalls         | Krisztina Egerszegi | Whitney Hedgepeth   | Cathleen Rund      |
| 2000 Sydney detalls          | Diana Mocanu        | Roxana Maracineanu  | Miki Nakao         |
| 2004 Atenes detalls          | Kirsty Coventry     | Stanislava Komarova | Antje Buschschulte |
| 2004 Atenes detalls          | Kirsty Coventry     | Stanislava Komarova | Reiko Nakamura     |
| 2008 Pequín detalls          | Kirsty Coventry     | Margaret Hoelzer    | Reiko Nakamura     |
| 2012 Londres detalls         | Missy Franklin      | Anastasia Zueva     | Elizabeth Beisel   |
| 2016 Rio detalls             | Maya DiRado         | Katinka Hosszú      | Hilary Caldwell    |
| 2020 Tòquio detalls          | Kaylee McKeown      | Kylie Masse         | Emily Seebohm      |
| 2024 París detalls           | Kaylee McKeown      | Regan Smith         | Kylie Masse        |

#### 100 m. braça
| Prova                        | Or                 | Plata                | Bronze             |
| 1968 Ciutat de Mèxic detalls | Đurđica Bjedov     | G. Prozumenshchikova | Sharon Wichman     |
| 1972 Múnic detalls           | Catherine Carr     | G. Prozumenshchikova | Beverley Whitfield |
| 1976 Mont-real detalls       | Hannelore Anke     | Liubov Russànova     | Marina Kosheveya   |
| 1980 Moscou detalls          | Ute Geweniger      | Elvira Vasilkova     | Susanne Nielsson   |
| 1984 Los Angeles detalls     | Petra van Staveren | Anne Ottenbrite      | Catherine Poirot   |
| 1988 Seül detalls            | Tània Dangalakova  | Antoaneta Frenkeva   | Silke Hörner       |
| 1992 Barcelona detalls       | Yelena Rudkovskaya | Anita Nall           | Samantha Riley     |
| 1996 Atlanta detalls         | Penelope Heyns     | Amanda Beard         | Samantha Riley     |
| 2000 Sydney detalls          | Megan Quann        | Leisel Jones         | Penelope Heyns     |
| 2004 Atenes detalls          | Luo Xuejuan        | Brooke Hanson        | Leisel Jones       |
| 2008 Pequín detalls          | Leisel Jones       | Rebecca Soni         | Mirna Jukic        |
| 2012 Londres detalls         | Rūta Meilutytė     | Rebecca Soni         | Satomi Suzuki      |
| 2016 Rio detalls             | Lilly King         | Julia Iefimova       | Katie Meili        |
| 2020 Tòquio detalls          | Lydia Jacoby       | Tatjana Schoenmaker  | Lilly King         |
| 2024 París detalls           | Tatjana Smith      | Tang Qianting        | Mona McSharry      |

#### 200 m. braça
| Prova                        | Or                   | Plata              | Bronze               |
| 1924 París detalls           | Lucy Morton          | Agnes Geraghty     | Gladys Carson        |
| 1928 Amsterdam detalls       | Hilde Schrader       | Mietje Baron       | Charlotte Mühe       |
| 1932 Los Angeles detalls     | Clare Dennis         | Hideko Maehata     | Else Jacobsen        |
| 1936 Berlín detalls          | Hideko Maehata       | Martha Genenger    | Inge Sørensen        |
| 1948 Londres detalls         | Petronella Vliet     | Nancy Lyons        | Éva Novák            |
| 1952 Hèlsinki detalls        | Éva Székely          | Éva Novák          | Elenor Gordon        |
| 1956 Melbourne detalls       | Ursula Happe         | Éva Székely        | Eva-Maria Elsen      |
| 1960 Roma detalls            | Anita Lonsbrough     | Wiltrud Urselmann  | Barbara Göbel        |
| 1964 Tòquio detalls          | G. Prozumenshchikova | Claudia Kolb       | Svetlana Babanina    |
| 1968 Ciutat de Mèxic detalls | Sharon Wichman       | Đurđica Bjedov     | G. Prozumenshchikova |
| 1972 Múnic detalls           | Beverley Whitfield   | Dana Schoenfield   | Galina Stepanova     |
| 1976 Mont-real detalls       | Marina Kosheveya     | Marina Yurchenya   | Liubov Russànova     |
| 1980 Moscou detalls          | Lina Kačiušytė       | Svetlana Varganova | Yuliya Bogdanova     |
| 1984 Los Angeles detalls     | Anne Ottenbrite      | Susan Rapp         | Ingrid Lempereur     |
| 1988 Seül detalls            | Silke Hörner         | Huang Xiaomin      | Antoaneta Frenkeva   |
| 1992 Barcelona detalls       | Kyoko Iwasaki        | Lin Li             | Anita Nall           |
| 1996 Atlanta detalls         | Penelope Heyns       | Amanda Beard       | Ágnes Kovács         |
| 2000 Sydney detalls          | Ágnes Kovács         | Kristy Kowal       | Amanda Beard         |
| 2004 Atenes detalls          | Amanda Beard         | Leisel Jones       | Anne Poleska         |
| 2008 Pequín detalls          | Rebecca Soni         | Leisel Jones       | Sara Nordenstam      |
| 2012 Londres detalls         | Rebecca Soni         | Satomi Suzuki      | Julia Iefimova       |
| 2016 Rio detalls             | Rie Kaneto           | Julia Iefimova     | Shi Jinglin          |
| 2020 Tòquio detalls          | Tatjana Schoenmaker  | Lilly King         | Annie Lazor          |
| 2024 París detalls           | Kate Douglass        | Tatjana Smith      | Tes Schouten         |

#### 100 m. papallona
| Prova                        | Or               | Plata              | Bronze              |
| 1956 Melbourne detalls       | Shelley Mann     | Nancy Ramey        | Mary Jane Sears     |
| 1960 Roma detalls            | Carolyn Schuler  | Marianne Heemskerk | Janice Andrew       |
| 1964 Tòquio detalls          | Sharon Stouder   | Ada Kok            | Kathleen Ellis\|    |
| 1968 Ciutat de Mèxic detalls | Lyn McClements   | Ellie Daniel       | Susan Shields       |
| 1972 Múnic detalls           | Mayumi Aoki      | Roswitha Beier     | Andrea Gyarmati     |
| 1976 Mont-real detalls       | Kornelia Ender   | Andrea Pollack     | Wendy Boglioli      |
| 1980 Moscou detalls          | Caren Metschuck  | Andrea Pollack     | Christiane Knacke   |
| 1984 Los Angeles detalls     | Mary Meagher     | Jenna Johnson      | Karin Seick         |
| 1988 Seül detalls            | Kristin Otto     | Birte Weigang      | Hong Qian           |
| 1992 Barcelona detalls       | Hong Qian        | Crissy Ahmann      | Catherine Plewinski |
| 1996 Atlanta detalls         | Amy Van Dyken    | Liu Limin          | Angel Martino       |
| 2000 Sydney detalls          | Inge de Bruijn   | Martina Moravcová  | Dara Torres         |
| 2004 Atenes detalls          | Petria Thomas    | Otylia Jędrzejczak | Inge de Bruijn      |
| 2008 Pequín detalls          | Lisbeth Trickett | Christine Magnuson | Jessicah Schipper   |
| 2012 Londres detalls         | Dana Vollmer     | Ying Lu            | Alicia Coutts       |
| 2016 Rio detalls             | Sarah Sjöström   | Penny Oleksiak     | Dana Vollmer        |
| 2020 Tòquio detalls          | Maggie Mac Neil  | Zhang Yufei        | Emma McKeon         |
| 2024 París detalls           | Torri Huske      | Gretchen Walsh     | Zhang Yufei         |

#### 200 m. papallona
| Prova                        | Or                 | Plata             | Bronze            |
| 1968 Ciutat de Mèxic detalls | Ada Kok            | Helga Lindner     | Ellie Daniel      |
| 1972 Múnic detalls           | Karen Moe          | Lynn Colella      | Ellie Daniel      |
| 1976 Mont-real detalls       | Andrea Pollack     | Ulrike Tauber     | Rosemarie Gabriel |
| 1980 Moscou detalls          | Ines Geißler       | Sybille Schönrock | Michelle Ford     |
| 1984 Los Angeles detalls     | Mary Meagher       | Karen Phillips    | Ina Beyermann     |
| 1988 Seül detalls            | Kathleen Nord      | Birte Weigang     | Mary Meagher      |
| 1992 Barcelona detalls       | Summer Sanders     | Wang Xiaohong     | Susie O'Neill     |
| 1996 Atlanta detalls         | Susie O'Neill      | Petria Thomas     | Michelle Smith    |
| 2000 Sydney detalls          | Misty Hyman        | Susie O'Neill     | Petria Thomas     |
| 2004 Atenes detalls          | Otylia Jędrzejczak | Petria Thomas     | Yuko Nakanishi    |
| 2008 Pequín detalls          | Liu Zige           | Jiao Liuyang      | Jessicah Schipper |
| 2012 Londres detalls         | Jiao Liuyang       | Mireia Belmonte   | Natsumi Hoshi     |
| 2016 Rio detalls             | Mireia Belmonte    | Madeline Groves   | Natsumi Hoshi     |
| 2020 Tòquio detalls          | Zhang Yufei        | Regan Smith       | Hali Flickinger   |
| 2024 París detalls           | Summer McIntosh    | Regan Smith       | Zhang Yufei       |

#### 200 m. estils
| Prova                        | Or                                   | Plata                                | Bronze                               |
| 1968 Ciutat de Mèxic detalls | Claudia Kolb                         | Susan Pedersen                       | Jan Henne                            |
| 1972 Múnic detalls           | Shane Gould                          | Kornelia Ender                       | Lynn Vidali                          |
| 1976-1980                    | No fou inclòs en el programa olímpic | No fou inclòs en el programa olímpic | No fou inclòs en el programa olímpic |
| 1984 Los Angeles detalls     | Tracy Caulkins                       | Nancy Hogshead                       | Michele Pearson                      |
| 1988 Seül detalls            | Daniela Hunger                       | Ielena Dendebérova                   | Noemi Lung                           |
| 1992 Barcelona detalls       | Lin Li                               | Summer Sanders                       | Daniela Hunger                       |
| 1996 Atlanta detalls         | Michelle Smith                       | Marianne Limpert                     | Lin Li                               |
| 2000 Sydney detalls          | Yana Klochkova                       | Beatrice Câşlaru                     | Cristina Teuscher                    |
| 2004 Atenes detalls          | Yana Klochkova                       | Amanda Beard                         | Kirsty Coventry                      |
| 2008 Pequín detalls          | Stephanie Rice                       | Kirsty Coventry                      | Natalie Coughlin                     |
| 2012 Londres detalls         | Ye Shiwen                            | Alicia Coutts                        | Caitlin Leverenz                     |
| 2016 Rio detalls             | Katinka Hosszú                       | Siobhan-Marie O'Connor               | Maya DiRado                          |
| 2020 Tòquio detalls          | Yui Ohashi                           | Alex Walsh                           | Kate Douglass                        |
| 2024 París detalls           | Summer McIntosh                      | Kate Douglass                        | Kaylee McKeown                       |

#### 400 m. estils
| Prova                        | Or                  | Plata            | Bronze              |
| 1964 Tòquio detalls          | Donna de Varona     | Sharon Finneran  | Martha Randall      |
| 1968 Ciutat de Mèxic detalls | Claudia Kolb        | Lynn Vidali      | Sabine Steinbach    |
| 1972 Múnic detalls           | Gail Neall          | Leslie Cliff     | Novella Calligaris  |
| 1976 Mont-real detalls       | Ulrike Tauber       | Cheryl Gibson    | Becky Smith         |
| 1980 Moscou detalls          | Petra Schneider     | Sharron Davies   | Agnieszka Czopek    |
| 1984 Los Angeles detalls     | Tracy Caulkins      | Suzanne Landells | Petra Zindler       |
| 1988 Seül detalls            | Janet Evans         | Noemi Lung       | Daniela Hunger      |
| 1992 Barcelona detalls       | Krisztina Egerszegi | Lin Li           | Summer Sanders      |
| 1996 Atlanta detalls         | Michelle Smith      | Allison Wagner   | Krisztina Egerszegi |
| 2000 Sydney detalls          | Yana Klochkova      | Yasuko Tajima    | Beatrice Câşlaru    |
| 2004 Atenes detalls          | Yana Klochkova      | Kaitlin Sandeno  | Georgina Bardach    |
| 2008 Pequín detalls          | Stephanie Rice      | Kirsty Coventry  | Katie Hoff          |
| 2012 Londres detalls         | Ye Shiwen           | Elizabeth Beisel | Li Xuanxu           |
| 2016 Rio detalls             | Katinka Hosszú      | Maya DiRado      | Mireia Belmonte     |
| 2020 Tòquio detalls          | Yui Ohashi          | Emma Weyant      | Hali Flickinger     |
| 2024 París detalls           | Summer McIntosh     | Katie Grimes     | Emma Weyant\|       |

#### 4x100 m. lliures
| Prova                        | Or | Plata | Bronze |
| 1912 Estocolm detalls        | Regne UnitBelle Moore · Jennie Fletcher · Annie Speirs · Irene Steer                                                          | AlemanyaWally Dressel · Louise Otto · Hermine Stindt · Grete Rosenberg                                                          | ÀustriaMargarete Adler · Klara Milch · Josephine Sticker · Berta Zahourek                                                  |
| 1920 Anvers detalls          | Estats UnitsMargaret Woodbridge · Frances Schroth · Irene Guest · Ethelda Bleibtrey                                           | Regne UnitHilda James · Constance Jeans · Charlotte Radcliffe · Grace McKenzie                                                  | SuèciaAina Berg · Emy Machnow · Carin Nilsson · Jane Gylling                                                               |
| 1924 París detalls           | Estats UnitsEuphrasia Donnelly · Gertrude Ederle · Ethel Lackie · Mariechen Wehselau · Martha Norelius                        | Regne UnitFlorence Barker · Constance Jeans · Grace McKenzie · Iris Tanner                                                      | SuèciaAina Berg · Gurli Ewerlund · Wivan Pettersson · Hjördis Töpel                                                        |
| 1928 Amsterdam detalls       | Estats UnitsAdelaide Lambert · Albina Osipowich · Eleanor Saville · Martha Norelius                                           | Regne UnitJoyce Cooper · Iris Tanner · Cissie Stewart · Ellen King                                                              | Sud-àfricaRhoda Rennie · Frederika van der Goes · Marie Bedford · Kathleen Russell                                         |
| 1932 Los Angeles detalls     | Estats UnitsHelen Johns · Eleanor Saville · Josephine McKim · Helene Madison                                                  | Països BaixosWilly den Ouden · Puck Oversloot · Corrie Laddé · Maria Vierdag                                                    | Regne UnitJoyce Cooper · Elizabeth Davies · Edna Hughes · Helen Varcoe                                                     |
| 1936 Berlín detalls          | Països BaixosJopie Selbach · Tini Wagner · Willy den Ouden · Rie Mastenbroek                                                  | AlemanyaRuth Halbsguth · Leni Lohmar · Ingeborg Schmitz · Gisela Arendt                                                         | Estats UnitsKatherine Rawls · Bernice Lapp · Mavis Freeman · Olive McKean                                                  |
| 1948 Londres detalls         | Estats UnitsMarie Corridon · Thelma Kalama · Brenda Helser · Ann Curtis                                                       | DinamarcaEva Riis · Karen Harup · Greta Andersen · Fritze Carstensen                                                            | Països BaixosIrma Heijting · Margot Marsman · Marie Linssen · Hannie Termeulen                                             |
| 1952 Hèlsinki detalls        | HongriaIlona Novák · Judit Temes · Éva Novák · Katalin Szőke                                                                  | Països BaixosMarie Linssen · Koosje van Voorn · Hannie Termeulen · Irma Heijting                                                | Estats UnitsJacqueline Lavine · Marilee Stepan · Joan Alderson · Evelyn Kawamoto                                           |
| 1956 Melbourne detalls       | AustràliaDawn Fraser · Faith Leech · Sandra Morgan · Lorraine Crapp                                                           | Estats UnitsSylvia Ruuska · Shelley Mann · Nancy Simons · Joan Rosazza                                                          | Sud-àfricaNatalie Myburgh · Susan Roberts · Moira Abernethy · Jeanette Myburgh                                             |
| 1960 Roma detalls            | Estats UnitsJoan Spillane · Shirley Stobs · Carolyn Wood · Chris von Saltza                                                   | AustràliaDawn Fraser · Ilsa Konrads · Lorraine Crapp · Alva Colquhuon                                                           | AlemanyaChristel Steffin · Heidi Pechstein · Gisela Weiss · Ursula Brunner                                                 |
| 1964 Tòquio detalls          | Estats UnitsSharon Stouder · Donna de Varona · Lillian Watson · Kathleen Ellis                                                | AustràliaRobyn Thorn · Janice Murphy · Lynette Bell · Dawn Fraser                                                               | Països BaixosPauline van der Wildt · Toos Beumer · Winnie van Weerdenburg · Erica Terpstra                                 |
| 1968 Ciutat de Mèxic detalls | Estats UnitsJane Barkman · Linda Gustavson · Susan Pedersen · Jan Henne                                                       | RDAGabriele Wetzko · Roswitha Krause · Uta Schmuck · Martina Grunert                                                            | CanadàAngela Coughlaw · Marilyn Corson · Elaine Tanner · Marion Lay                                                        |
| 1972 Múnic detalls           | Estats UnitsShirley Babashoff · Jane Barkman · Jennifer Kemp · Sandra Neilson                                                 | RDAAndrea Eife · Kornelia Ender · Elke Sehmisch · Gabriele Wetzko                                                               | RFAGudrun Beckmann · Heidemarie Reineck · Angela Steinbach · Jutta Weber                                                   |
| 1976 Mont-real detalls       | Estats UnitsKim Peyton · Jill Sterkel · Shirley Babashoff · Wendy Boglioli                                                    | RDAPetra Priemer · Kornelia Ender · Claudia Hempel · Andrea Pollack                                                             | CanadàBecky Smith · Gail Amundrud · Barbara Clark · Anne Jardin                                                            |
| 1980 Moscou detalls          | RDABarbara Krause · Caren Metschuck · Ines Diers · Sarina Hülsenbeck                                                          | SuèciaCarina Ljungdahl · Tina Gustafsson · Agneta Mårtensson · Agneta Eriksson                                                  | Països BaixosConny van Bentum Wilma van Velsen Reggie de Jong Annelies Maas                                                |
| 1984 Los Angeles detalls     | Estats UnitsJenna Johnson · Carrie Steinseifer · Dara Torres · Nancy Hogshead                                                 | Països BaixosAnnemarie Verstappen · Desi Reijers · Elles Voskes · Conny van Bentum                                              | RFAIris Zscherpe · Susanne Schuster · Christiane Pielke · Karin Seick                                                      |
| 1988 Seül detalls            | RDAKristin Otto · Katrin Meißner · Daniela Hunger · Manuela Stellmach                                                         | Països BaixosMarianne Muis · Mildred Muis · Conny van Bentum · Karin Brienesse                                                  | Estats UnitsMary Wayte · Mitzi Kremer · Laura Walker · Dara Torres                                                         |
| 1992 Barcelona detalls       | Estats UnitsNicole Haislett · Angel Martino · Jenny Thompson · Dara Torres · Ashley Tappin · Crissy Ahmann-Leighton           | R.P. de la XinaLe Jingyi · Lü Bin · Zhuang Yong · Yang Wenyi · Zhao Kun                                                         | AlemanyaFranziska van Almsick · Daniela Hunger · Simone Osygus · Manuela Stellmach · Kerstin Kielgass · Annette Hadding    |
| 1996 Atlanta detalls         | Estats UnitsAngel Martino · Amy Van Dyken · Catherine Fox · Jenny Thompson · Lisa Jacob · Melaine Valerio                     | R.P. de la XinaLe Jingyi · Chao Na · Nian Yun · Shan Ying                                                                       | AlemanyaSandra Völker · Simone Osygus · Antje Buschschulte · Franziska van Almsick · Meike Freitag                         |
| 2000 Sydney detalls          | Estats UnitsAmy Van Dyken · Courtney Shealy · Jenny Thompson · Dara Torres · Erin Phenix · Ashley Tappin                      | Països BaixosManon van Rooijen · Wilma van Hofwegen · Inge de Bruijn · Thamar Henneken · Chantal Groot                          | SuèciaJohanna Sjöberg · Therese Alshammar · Louise Jöhncke · Anna Kammerling · Josefin Lillhage · Malin Svahnstrom         |
| 2004 Atenes detalls          | AustràliaAlice Mills · Libby Lenton · Petria Thomas · Jodie Henry · Sarah Ryan                                                | Estats UnitsKara Lynn Joyce · Natalie Coughlin · Amanda Weir · Jenny Thompson · Colleen Lanne · Maritza Correia · Lindsay Benko | Països BaixosChantal Groot · Inge Dekker · Marleen Veldhuis · Inge de Bruijn · Annabel Kosten                              |
| 2008 Pequín detalls          | Països BaixosInge Dekker · Ranomi Kromowidjojo · Femke Heemskerk · Marleen Veldhuis · Hinkelien Schreuder · Manon van Rooijen | Estats UnitsNatalie Coughlin · Dara Torres · Kara Lynn Joyce · Lacey Nymeyer · Emily Silver · Julia Smit                        | AustràliaCate Campbell · Alice Mills · Melanie Schlanger · Lisbeth Trickett · Shayne Reese                                 |
| 2012 Londres detalls         | AustràliaAlicia Coutts · Cate Campbell · Brittany Elmslie · Melanie Schlanger                                                 | Països BaixosInge Dekker · Marleen Veldhuis · Femke Heemskerk · Ranomi Kromowidjojo                                             | Estats UnitsMissy Franklin · Jessica Hardy · Lia Neal · Allison Schmitt                                                    |
| 2016 Rio detalls             | AustràliaEmma McKeon · Brittany Elmslie · Bronte Campbell · Cate Campbell · Madison Wilson                                    | Estats UnitsSimone Manuel · Abbey Weitzeil · Dana Vollmer · Katie Ledecky · Amanda Weir · Lia Neal · Allison Schmitt            | CanadàSandrine Mainville · Chantal Van Landeghem · Taylor Ruck · Penny Oleksiak · Michelle Williams                        |
| 2020 Tòquio detalls          | AustràliaBronte Campbell · Meg Harris · Emma McKeon · Cate Campbell · Mollie O'Callaghan · Madison Wilson                     | CanadàKayla Sanchez · Margaret MacNeil · Rebecca Smith · Penny Oleksiak · Taylor Ruck                                           | Estats UnitsErika Brown · Abbey Weitzeil · Natalie Hinds · Simone Manuel · Olivia Smoliga · Catie DeLoof · Allison Schmitt |
| 2024 París detalls           | AustràliaMollie O'Callaghan · Shayna Jack · Emma McKeon · Meg Harris · Olivia Wunsch · Bronte Campbell                        | Estats UnitsKate Douglass · Gretchen Walsh · Torri Huske · Simone Manuel · Abbey Weitzeil · Erika Connolly                      | R.P. de la XinaYang Junxuan · Cheng Yujie · Zhang Yufei · Wu Qingfeng · Yu Yiting                                          |

a partir de 1992 també són guardonats amb medalla aquells nedadors que únicament han participat en les sèries qualificatòries.

#### 4x200 m. lliures
| Prova                | Or | Plata | Bronze |
| 1996 Atlanta detalls | Estats UnitsTrina Jackson · Cristina Teuscher · Sheila Taormina · Jenny Thompson · Lisa Jacob · Annette Salmeen · Ashley Whitney                    | AlemanyaFranziska van Almsick · Kerstin Kielgass · Anke Scholz · Dagmar Hase · Meike Freitag · Simone Osygus                   | AustràliaJulia Greville · Nicole Stevenson · Emma Johnson · Susie O'Neill · Lise Mackie                                                    |
| 2000 Sydney detalls  | Estats UnitsDiana Munz · Jenny Thompson · Samantha Arsenault · Lindsay Benko · Julia Stowers · Kim Black                                            | AustràliaGiaan Rooney · Petria Thomas · Kirsten Thomson · Susie O'Neill · Jacinta van Lint · Elka Graham                       | AlemanyaFranziska van Almsick · Antje Buschschulte · Sara Harstick · Kerstin Kielgass · Meike Freitag · Britta Steffen                     |
| 2004 Atenes detalls  | Estats UnitsNatalie Coughlin · Carly Piper · Dana Vollmer · Kaitlin Sandeno · Lindsay Benko · Rhi Jeffrey · Rachel Komisarz                         | R.P. de la XinaZhu Yingwen · Xu Yanwei · Yang Yu · Pang Jiaying · Li Ji                                                        | AlemanyaFranziska van Almsick · Petra Dallmann · Antje Buschschulte · Hannah Stockbauer · Janina Goetz · Sara Harstick                     |
| 2008 Pequín detalls  | AustràliaStephanie Rice · Bronte Barratt · Kylie Palmer · Linda MacKenzie · Felicity Galvez · Angie Bainbridge · Melanie Schlanger · Lara Davenport | R.P. de la XinaYang Yu · Zhu Qianwei · Tan Miao · Pang Jiaying · Tang Jingzhi                                                  | Estats UnitsAllison Schmitt · Natalie Coughlin · Caroline Burckle · Katie Hoff · Christine Marshall · Kim Vandenberg · Julia Smit          |
| 2012 Londres detalls | Estats UnitsMissy Franklin · Dana Vollmer · Shannon Vreeland · Allison Schmitt                                                                      | AustràliaBronte Barratt · Melanie Schlanger · Kylie Palmer · Alicia Coutts                                                     | FrançaCamille Muffat · Charlotte Bonnet · Ophélie-Cyrielle Étienne · Coralie Balmy                                                         |
| 2016 Rio detalls     | Estats UnitsAllison Schmitt · Leah Smith · Maya DiRado · Katie Ledecky · Missy Franklin · Melanie Margalis · Cierra Runge                           | AustràliaLeah Neale · Emma McKeon · Bronte Barratt · Tamsin Cook · Jessica Ashwood                                             | CanadàKaterine Savard · Taylor Ruck · Brittany MacLean · Penny Oleksiak · Emily Overholt · Kennedy Goss                                    |
| 2020 Tòquio detalls  | R.P. de la Xina · Yang Junxuan · Tang Muhan · Zhang Yufei · Li Bingjie · Zhang Yifan · Dong Jie                                                     | Estats Units · Allison Schmitt · Paige Madden · Katie McLaughlin · Katie Ledecky · Bella Sims · Brooke Forde                   | Austràlia · Ariarne Titmus · Emma McKeon · Madison Wilson · Leah Neale · Mollie O'Callaghan · Meg Harris · Brianna Throssell · Tamsin Cook |
| 2024 París detalls   | Austràlia · Mollie O'Callaghan · Lani Pallister · Brianna Throssell · Ariarne Titmus · Jamie Perkins · Shayna Jack                                  | Estats Units · Claire Weinstein · Paige Madden · Katie Ledecky · Erin Gemmell · Anna Peplowski · Simone Manuel · Alex Shackell | R.P. de la Xina · Yang Junxuan · Li Bingjie · Ge Chutong · Liu Yaxin · Tang Muhan · Kong Yaqi                                              |

a partir de 1992 també són guardonats amb medalla aquells nedadors que únicament han participat en les sèries qualificatòries.

#### 4x100 m. estils
| Prova                        | Or | Plata | Bronze |
| 1960 Roma detalls            | Estats UnitsLynn Burke · Patty Kempner · Carolyn Schuler · Chris von Saltza                                                                            | AustràliaMarilyn Wilson · Rosemary Lassig · Jan Andrew · Dawn Fraser                                                                                  | AlemanyaIngrid Schmidt · Ursula Küper · Bärbel Fuhrmann · Ursel Brunner                                         |
| 1964 Tòquio detalls          | Estats UnitsCathy Ferguson · Cynthia Goyette · Sharon Stouder · Kathleen Ellis                                                                         | Països BaixosKornelia Winkel · Klenie Bimolt · Ada Kok · Erica Terpstra                                                                               | Unió SovièticaTatyana Savelyeva · Svetlana Babanina · Tatyana Devyatova · Natalya Ustinova                      |
| 1968 Ciutat de Mèxic detalls | Estats UnitsKaye Hall · Catie Ball · Ellie Daniel · Susan Pedersen                                                                                     | AustràliaLynne Watson · Judy Playfair · Lyn McClements · Janet Steinbeck                                                                              | RFAAngelika Kraus · Uta Frommater · Heike Hustede · Heidemarie Reineck                                          |
| 1972 Múnic detalls           | Estats UnitsMelissa Belote · Catherine Carr · Deena Deardurff · Sandra Neilson                                                                         | RDAChristine Herbst · Renate Vogel · Roswitha Beier · Kornelia Ender                                                                                  | RFAGudrun Beckmann · Vreni Eberle · Silke Pielen · Heidemarie Reineck                                           |
| 1976 Mont-real detalls       | RDAUlrike Richter · Hannelore Anke · Kornelia Ender · Andrea Pollack                                                                                   | Estats UnitsCamille Wright · Shirley Babashoff · Linda Jezek · Lauri Siering                                                                          | CanadàSusan Sloan · Robin Corsiglia · Wendy Hogg · Anne Jardin                                                  |
| 1980 Moscou detalls          | RDARica Reinisch · Ute Geweniger · Andrea Pollack · Caren Metschuck                                                                                    | Regne UnitHelen Jameson · Margaret Kelly · Ann Osgerby · June Croft                                                                                   | Unió SovièticaYelena Kruglova · Yelvira Vasilkova · Alla Grishchenkova · Natàlia Strúnnikova                    |
| 1984 Los Angeles detalls     | Estats UnitsTheresa Andrews · Tracy Caulkins · Mary T. Meagher · Nancy Hogshead                                                                        | RFASvenja Schlicht · Ute Hasse · Ina Beyermann · Karin Seick                                                                                          | CanadàReema Abdo · Anne Ottenbrite · Michelle MacPherson · Pamela Rai                                           |
| 1988 Seül detalls            | RDAKristin Otto · Silke Hörner · Birte Weigang · Katrin Meißner                                                                                        | Estats UnitsBeth Barr · Tracey McFarlane · Janel Jorgensen · Mary Wayte                                                                               | CanadàLori Melien · Allison Higson · Jane Kerr · Andrea Nugent                                                  |
| 1992 Barcelona detalls       | Estats UnitsCrissy Ahmann-Leighton · Lea Loveless · Anita Nall · Jenny Thompson · Elizabeth Wagstaff · Megan Kleine · Summer Sanders · Nicole Haislett | AlemanyaFranziska van Almsick · Jana Dörries · Dagmar Hase · Daniela Hunger · Daniela Brendel · Bettina Ustrowski · Simone Osygus                     | Equip UnificatNina Zhivanevskaya Olga Kiritchenko Natalia Meshcheryakova Yelena Rudkovskaya Elena Choubina      |
| 1996 Atlanta detalls         | Estats UnitsBeth Botsford · Amanda Beard · Angel Martino · Amy Van Dyken · Catherine Fox · Whitney Hedgepeth · Kristine Quance · Jenny Thompson        | AustràliaNicole Stevenson · Samantha Riley · Susie O'Neill · Sarah Ryan · Helen Denman · Angela Kennedy                                               | R.P. de la XinaChen Yan · Han Xue · Cai Huijue · Shan Ying                                                      |
| 2000 Sydney detalls          | Estats UnitsDara Torres · Barbara Bedford · Megan Quann · Jenny Thompson · Courtney Shealey · Ashley Tappin · Amy Van Dyken · Staciana Stitts          | AustràliaPetria Thomas · Leisel Jones · Susie O'Neill · Dyana Calub · Giaan Rooney · Tarnee White · Sarah Ryan                                        | JapóMasami Tanaka · Sumika Minamoto · Mai Nakamura · Junko Onishi                                               |
| 2004 Atenes detalls          | AustràliaGiaan Rooney · Leisel Jones · Petria Thomas · Jodie Henry · Brooke Hanson · Jessicah Schipper · Alice Mills                                   | Estats UnitsNatalie Coughlin · Amanda Beard · Jenny Thompson · Kara Lynn Joyce · Haley Cope · Tara Kirk · Rachel Komisarz · Amanda Weir               | AlemanyaAntje Buschschulte · Sarah Poewe · Franziska van Almsick · Daniela Gotz                                 |
| 2008 Pequín detalls          | AustràliaEmily Seebohm · Leisel Jones · Jessicah Schipper · Lisbeth Trickett · Tarnee White · Felicity Galvez · Shayne Reese                           | Estats UnitsNatalie Coughlin · Rebecca Soni · Christine Magnuson · Dara Torres · Margaret Hoelzer · Megan Jendrick · Elaine Breeden · Kara Lynn Joyce | R.P. de la XinaZhao Jing · Sun Ye · Zhou Yafei · Pang Jiaying · Xu Tianlongzi                                   |
| 2012 Londres detalls         | Estats UnitsMissy Franklin · Rebecca Soni · Dana Vollmer · Allison Schmitt                                                                             | AustràliaEmily Seebohm · Leisel Jones · Alicia Coutts · Melanie Schlanger                                                                             | JapóAya Terakawa · Satomi Suzuki · Yuka Kato · Haruka Ueda                                                      |
| 2016 Rio detalls             | Estats UnitsKathleen Baker · Lilly King · Dana Vollmer · Simone Manuel · Olivia Smoliga · Katie Meili · Kelsi Worrell · Abbey Weitzeil                 | AustràliaEmily Seebohm · Taylor McKeown · Emma McKeon · Cate Campbell · Madison Wilson · Madeline Groves · Brittany Elmslie                           | DinamarcaMie Nielsen · Rikke Møller Pedersen · Jeanette Ottesen · Pernille Blume                                |
| 2020 Tòquio detalls          | Austràlia Kaylee McKeown · Chelsea Hodges · Emma McKeon · Cate Campbell · Emily Seebohm · Brianna Throssell · Mollie O'Callaghan                       | Estats Units Regan Smith · Lydia Jacoby · Torri Huske · Abbey Weitzeil · Rhyan White · Lilly King · Claire Curzan · Erika Brown                       | Canadà Kylie Masse · Sydney Pickrem · Maggie Mac Neil · Penny Oleksiak · Taylor Ruck · Kayla Sanchez            |
| 2024 París detalls           | Estats Units Regan Smith · Lilly King · Gretchen Walsh · Torri Huske · Katharine Berkoff · Emma Weber · Alex Shackell · Kate Douglass                  | Austràlia Kaylee McKeown · Jenna Strauch · Emma McKeon · Mollie O'Callaghan · Iona Anderson · Ella Ramsay · Alexandria Perkins · Meg Harris           | R.P. de la Xina Wan Letian · Tang Qianting · Zhang Yufei · Yang Junxuan · Wang Xue'er · Yu Yiting · Wu Qingfeng |

a partir de 1992 també són guardonats amb medalla aquells nedadors que únicament han participat en les sèries qualificatòries.

#### 10 km. aigües obertes
| Prova                | Or                    | Plata                 | Bronze            |
| 2008 Pequín detalls  | Larisa Ilchenko       | Keri-Anne Payne       | Cassandra Patten  |
| 2012 Londres detalls | Éva Risztov           | Haley Anderson        | Martina Grimaldi  |
| 2016 Rio detalls     | Sharon van Rouwendaal | Rachele Bruni         | Poliana Okimoto   |
| 2020 Tòquio detalls  | Ana Marcela Cunha     | Sharon van Rouwendaal | Kareena Lee       |
| 2024 París detalls   | Sharon van Rouwendaal | Moesha Johnson        | Ginevra Taddeucci |

### Programa eliminat

#### 300 m. lliures
| Prova               | Or                | Plata               | Bronze          |
| 1920 Anvers detalls | Ethelda Bleibtrey | Margaret Woodbridge | Frances Schroth |